# Elizabeth Hamblin
Elizabeth Hamblin, född Blanchard 1799, död 1849, var en amerikansk skådespelare och teaterdirektör. 
Hon var dotter till skådespelaren William Blanchard, och halvsyster till pjäsförfattaren E. L. Blanchard. Hon gifte sig med skådespelaren Thomas S. Hamblin, som hon skilde sig från 1834. Hon var mor till skådespelarna Thomas (William Henry) Hamblin Jr. och Elizabeth "Betsey" Hamblin, och sedan med sin kollega James Charles.  
Elizabeth Hamblin beskrivs som en populär skådespelare med en framgångsrik karriär i New York under 1820- och 40-talen. Hon debuterade på Haymarket Theatre i London 1818, och gjorde sin debut i USA på Park Theatre 1825. Hon var länge engagerad vid Bowery Theatre, där hon var en av teaterns huvudattraktioner och aldrig saknade uppdrag. Hennes karriär vid Bowery avslutades dock sedan hon 1832 ansökte om och 1834 skilde sig från sin förste make, som var teaterns direktör. Hon fortsatte efter detta att ta engagemang vid andra teatrar i främst New York. Hon är uppmärksammad även för sin karriär som teaterdirektör, och är den första kvinna i USA som hade flera uppdrag som direktör vid flera olika teatrar. Hon drev 1836-37 Richmond Hill Theatre i New York (tillfälligt avbruten av Annette Nelsons korta direktörstid hösten 1836), och var en tid omtalat konkurrent till sin make på Bowery Theatre. Hon ska under sin tid som direktör ha lagt fokus på en mindre bred men mer finkulturell teaterkonst, med mycket balett. Hon fungerade sedan som direktör även för Olympic Theatre under säsongen 1838, musikalteatern Tivoli Garden 1840, och musikalteatern Colonnade Garden 1840. Under 1840-talet turnerade hon Sydstaterna och var engagerad vid flera av dess teatrar; hon avled i New Orleans.